# Emmanuel Gyasi
Emmanuel Quartsin Gyasi, né le 11 janvier 1994 à Palerme, est un footballeur international ghanéen jouant au poste d'attaquant.

## Biographie
Né à Palerme, ville où il a vécu jusqu'à l'âge de 4 ans, il passe ensuite son enfance au Ghana, pays d'origine de ses parents, puis revient en Italie à l'âge de 11 ans, s'installant avec sa famille à Pino Torinese, dans la province de Turin,. Il acquiert la nationalité italienne en 2017. Son idole d'enfance est Ronaldinho.

## Carrière

### Carrière en club

#### Jeunesse et années en prêt
Pensionnaire de l'académie des jeunes du Torino, il signe le 24 octobre 2013 son premier contrat professionnel, pour une durée de quatre ans. Le 5 juillet 2014, il rejoint Pise en prêt. Il fait ses débuts professionnels le 17 septembre 2014 à l'occasion de la victoire à l'extérieur obtenue à Savone (0-2 pour les Toscans). Restant en marge de l'effectif (2 apparitions en championnat et une en Coppa Italia Serie C), il est prêté à Mantoue en janvier.
Le 7 février, il inscrit son premier but en carrière dans le derby lombard remporté 2-0 face à Renate. À la fin de la saison, il compte 16 apparitions en championnat sous le maillot de Mantoue. Le 31 août 2015, il est transféré, toujours en prêt, à Carrarese. Après une bonne saison avec les Marbriers (24 apparitions et 6 buts, dont un doublé dans le derby contre Arezzo), le 22 juillet 2016, il est transféré à Pistoiese, qui, quelques semaines plus tard, le transfère à Spezia, retournant ensuite à Pistoiese en prêt,.
À Pistoiese, il marque 5 buts en 38 apparitions au total. Le 16 août 2017, il est prêté au FC Südtirol,.

#### Spezia
Après avoir disputé un bon championnat dans le Tyrol du Sud (34 apparitions et 4 buts) lors de la saison 2018/2019, il dispute son premier championnat de Serie B. L'entraîneur Pasquale Marino lui fait faire ses débuts en tant que titulaire lors de la première journée du championnat face à Venise. La journée suivante, quelques minutes après son entrée sur le terrain, il inscrit le but final 3-2 face à Brescia, futur vainqueur du championnat.
Après un premier championnat avec 3 buts en 32 apparitions (dont une en barrages), Gyasi se montre plus en tant que buteur la saison suivante, à tel point qu'entre février et mars il marque lors de 4 matchs consécutifs,,,. Après une saison régulière avec 8 buts dans les barrages, il est décisif lors du match aller de la finale gagné 0-1 à Frosinone contribuant ainsi à la première promotion en Serie A des Ligures .
Le 27 septembre 2020, il fait ses débuts dans l'élite lors d'une défaite 1-4 contre Sassuolo . Il marque son premier but en Serie A le 29 novembre lors d'un match nul 2-2 contre Cagliari,. Deux jours plus tard, il renouvelle son contrat avec Spezia jusqu'en 2023. Il termine la saison avec 37 apparitions, faisant de lui le joueur le plus utilisé des Ligures, et 4 buts (dont un doublé lors du nul 2-2 contre Parme le 27 février 2021).
Le 22 septembre 2021, il inscrit le but d'une égalisation provisoire face à la Juventus ; Spezia perd finalement le match 2-3. Le 17 janvier 2022, il inscrit un but en retard qui permet aux Aquilotti de réduire au score contre l'AC Milan au stade San Siro.

### Carrière internationale
Il est convoqué en équipe du Ghana pour la première fois en 2021,.